# Oľga Keltošová
Mgr. Oľga Keltošová rozená Suchalová (* 27. února 1943 Pezinok) je bývalá slovenská politička, polistopadová členka Demokratické strany, později přední politička HZDS, poslankyně Slovenské národní rady a Národní rady SR, v letech 1992–1994 a 1994–1998 ministryně práce, sociálních věcí a rodiny v druhé vládě Vladimíra Mečiara a třetí vládě Vladimíra Mečiara.

## Biografie
V roce 1966 absolvovala žurnalistiku na Filozofické fakultě Univerzity Komenského. Během studií přispívala do bratislavského listu Echo bratislavských vysokoškolákov a do pražského Studenta. Po okupaci roku 1968 se z politických důvodů nemohla věnovat své profesi. V letech 1970–1971 působila jako překladatelka na Přírodovědecké fakultě Univerzity Komenského, věnovala se též publicistické činnosti (tvorba pro děti, rozhlasové relace, překladatelství).
Po sametové revoluci se stala tiskovou tajemnicí obnovené Demokratické strany, v níž byl před rokem 1948 organizován její otec. K vstupu do DS ji přesvědčil předúnorový předák Demokratické strany Martin Kvetko, který se tehdy vrátil na Slovensko. Od roku 1990 zasedala za DS v Slovenské národní radě a v letech 1990–1991 byla dokonce místopředsedkyní SNR. Pak přešla do nově vzniklého Hnutí za demokratické Slovensko, protože nesouhlasila s průběhem událostí na jaře 1991, kdy byl Vladimír Mečiar odvolán z postu slovenského premiéra. Členkou HZDS se ovšem stala až roku 1992. Za toto hnutí byla ve volbách roku 1992 zvolena do SNR a v druhé vládě Vladimíra Mečiara zastávala až do jejího pádu v březnu 1994 post ministryně práce, sociálních věcí a rodiny, zpočátku v slovenské vládě v rámci československé federace, po zániku Československa od 1. ledna 1993 jako ministryně samostatného Slovenska. Do funkce ministryně práce a sociálních věcí Slovenské republiky se vrátila po slovenských parlamentních volbách roku 1994 a setrvala v ní do února 1998. V roce 1994 se coby poslankyně Národní rady SR podílela na takzvané „noci dlouhých nožů“, kdy staronová vláda Vladimíra Mečiara narychlo obsadila všechny významné parlamentní posty. Opětovně byla poslankyní Národní rady SR zvolena v parlamentních volbách roku 1998.
V parlamentu ale setrvala jen krátce a ještě v roce 1998 odešla na post velvyslankyně Slovenska při OSN. Později opustila HZDS (k roku 2001 je už uváděna jako členka pragmatického křídla HZDS, mírně kritického vůči politickému stylu Vladimíra Mečiara). K roku 2007 se uvádí jako starostka bratislavské městské části Lamač.
Je vdaná a má dvě děti. Jejím prvním manželem byl student David Jenkins, kterého poznala na studijním pobytu ve Velké Británii. Rozvedli se po jednom roce. Druhým manželem byl slovenský spisovatel Vlado Bednár, s nímž se později rozvedla a který tragicky zemřel roku 1984. Potřetí se vdala roku 1982 za právníka Petera Keltoše. Rozvedli se roku 1999.